# Aurora Cornu
Aurora Cornu (n. 6 decembrie 1931, Provița de Jos, România – d. 14 martie 2021, Paris, Métropole du Grand Paris, Franța) a fost o scriitoare, actriță, regizoare de film și traducătoare română, stabilită în Franța.

## Biografie
Aurora Chițu-Burchiu cunoscută sub pseudonimul literar Aurora Cornu, s-a născut în data de 6 decembrie 1931, în satul Provița de Jos, din județul Prahova, Regatul României , părinții ei fiind Gheorghe si Eufrosina Chitu-Burchiu. Spirit independent, ea a fugit de trei ori de acasă, ultima dată definitiv la vârsta de 14 ani. A fost adoptată de un unchi. Tatăl ei a murit în închisoare după ce a fost arestat și condamnat la 11 ani de închisoare pentru adăpostirea unui alt unchi al ei, general fugar al defunctei armate regale române.
A absolvit Școala Literară „Mihai Eminescu” din București (1951). Debutul literar a avut loc pe la vârsta de 14 ani.  Din 1950 până în 1954 a fost redactorșef la secția poezie a revistei Viața Românească, timp în care a făcut traduceri.
În 1954 debutează editorial cu volumul Studenta, urmat de Distanțe în 1962.
Primul ei soț a fost scriitorul Marin Preda, cu care a fost căsătorită între 1955 și 1959 (sau 1960), și pe care l-a încurajat să publice Moromeții, al cărui manuscris l-a găsit într-un sertar.
La mijlocul anilor 1960, logodnicul ei, matematicianul Tudor Ganea, nu a reușit să o scoată din România, așa că a văzut o șansă să dezerteze în vest în timp ce era la festivalul de poezie din Knokke-Het Zoute, Belgia. S-a stabilit la Paris, Franța, și, fiind săracă, soția pictorului Pierre Emmanuel i-a plătit chiria timp de mai mulți ani. La Paris s-a împrietenit, printre alții, cu emigranții români Mircea Eliade, Emil Cioran și Jean Pârvulescu.
Între 1967 și 1978, a fost colaboratoare la programul literar de radio difuzat la Radio Europa Liberă, de Monica Lovinescu și Virgil Ierunca.
În timp ce trăia în Franța, s-a căsătorit cu Aurel Cornea (1931 - 1995), un inginer de sunet de televiziune român născut în Franța. Aurel Cornea a fost ostatic al pro-iranienilor șiiți musulmani, gruparea Hezbollah, timp de zece luni și jumătate, în Liban, în 1986.
Dupa eliberarea lui Aurel Cornea din captivitate, cei doi oficiaza cununia religioasa, nașul de cununie fiind Jacques René Chirac.
Ea este ctitora unei mănăstiri din Cornu ce are ca protectori pe Sf. Ioan Evanghelistul și Sf. Cuv. Eufrosina, o biserică al cărei design a fost inspirat de un desen de-al lui Horia Damian.
În ultimii ani, a locuit la Paris și în New York.
A decedat în data de 14 martie 2021, la vârsta de 89 de ani. A fost internată în spitalul Broca din Paris, după ce a fost infectată cu COVID-19.

## Cărți
- Studenta, 1954
- Distanțe, 1962
- La Déesse au sourcil blanc, 1984, ISBN: 2-950057-00-4
- Poezii, 1995
- Romanian Fugue in C Sharp: A Novel and Nine Stories, ISBN: 978-0595293681
- Itinéraire / Itinerar, I, Poèmes. Proses courtes / Poeme. Proze scurte, Editura Vinea, 2017, ISBN: 978-973-698-518-8
- Fugue roumaine vers le point C / Fuga spre centru, Editura Vinea, 2018, ISBN: 978-973-698-564-5

### Corespondență
- Marin Preda, Scrisori către Aurora, 1998

## Traduceri
- Hamlet, sub pseudonimul Ștefan Runcu, în W. Shakespeare, Romeo și Julieta. Hamlet, București, 1962.[11]

## Filmografie
- Claire's Knee (1970) - actriță
- Love in the Afternoon (1972) - actriță
- Bilocation (1973) - regizor[17]

## Legături externe
- Aurora Cornu la Internet Movie Database
- Interviu cu Aurora Cornu  (rom.)(rom.)